# HMS Triton (N15)
Lo HMS Triton fu un sommergibile della Royal Navy, denominato in onore del figlio di Poseidone ed Anfitrite, la personificazione delle acque ruggenti. Era la capoclasse della classe T (o classe Triton) di sommergibili diesel-elettrici. La sua chiglia venne fissata il 28 agosto 1936 da Vickers-Armstrongs a Barrow-in-Furness. Venne varata il 5 ottobre 1937 e commissionata il 9 novembre 1938.

## Carriera
All'inizio della seconda guerra mondiale, il Triton era un membro della 2nd Submarine Flotilla. Dal 26 al 29 agosto 1939, la flottiglia si schierò nelle sue basi di guerra a Dundee e a Blyth.

### L'affondamento dell'HMSOxley
Quando l'Ammiragliato venne informato che il Regno Unito avrebbe dichiarato guerra alla Germania, a cinque sommergibili della 2nd Submarine Flotilla venne ordinato di pattugliare la linea Obrestad al largo della Norvegia il 24 agosto 1939. Pertanto, il 3 settembre tutti i sommergibili britannici erano nei loro settori di pattuglia di combattimento.
Alle 19.55 del 10 settembre 1939, il Triton era emerso, aveva fissato una posizione al largo del faro Obrestad, aveva impostato una lenta pattuglia a zigzag e aveva iniziato a caricare le batterie. Il tenente comandante Steel, dopo aver verificato che la zona fosse sgombra e aver posto delle vedette, consegnò la plancia all'ufficiale di guardia e scese di sotto, dando ordine di essere chiamato se fosse apparso qualcosa di insolito. Alle 20.45 venne chiamato in plancia quando sulla prua di sinistra si poteva vedere molto bene un oggetto nell'acqua.
La propulsione ordinata dall'acciaio venne spostata sui motori principali, il segnalatore sul ponte e i tubi lanciasiluri 7 e 8 pronti per il fuoco. L'oggetto venne riconosciuto come un sommergibile a bassa profondità.
Una volta in plancia, il segnalatore inviò tre altolà nell'arco di diversi minuti con la lampada a scatola, nessuno dei quali ebbe risposta. Steel si chiese se la barca potesse essere l'HMS Oxley, che avrebbe dovuto pattugliare la linea successiva, ma a una certa distanza. Steel e il suo equipaggio di plancia studiarono la sagoma, ma non riuscirono a distinguere che tipo di sommergibile fosse.
Venne inviato uno quarto altolà: tre razzi lanciagranate verdi. Dopo aver sparato, Steel contò lentamente fino a 15 e poi decise che stavano vedendo un U-Boot tedesco. Ordinò che i tubi 7 e 8 sparassero con un intervallo di tre secondi. Meno di un minuto dopo si udì un'esplosione.
Il Triton si spostò nell'area per indagare e sentì grida di aiuto. La luce della lampada Aldis rivelò tre uomini che si dibattevano tra petrolio e detriti. Il tenente Guy CI. St.B. Watkins e il tenente Harry A. Stacey entrarono in acqua e salvarono il tenente comandante H. G. Bowerman, l'ufficiale in comando dell'Oxley, nonché l'abile marinaio Gluckes, una vedetta. La terza persona in acqua, il tenente F. K. Manley, venne visto nuotare con forza quando affondò improvvisamente alla vista. Non vennero trovati né il corpo di Manley né altri sopravvissuti dell'Oxley.
Una commissione d'inchiesta rilevò che Steel aveva fatto tutto ciò che ragionevolmente poteva nelle circostanze. L'Oxley era fuori posizione, il Triton aveva agito correttamente e la prima vittima di un sommergibile alleato della seconda guerra mondiale fu dovuta al "fuoco amico". Durante la guerra, la perdita dell'Oxley venne attribuita ad un'esplosione accidentale. Dopo la guerra, venne spiegato che si trattava di una collisione con il Triton. La verità non venne rivelata fino agli anni '50.

### Acque interne e Mediterraneo
Il Triton continuò le sue pattuglie di guerra, prima nelle acque del Baltico. L'8 aprile, in vista dell'invasione tedesca della Norvegia, lanciò dieci siluri contro gli incrociatori tedeschi Blücher, Lützow ed Emden al largo di Skagen. Tutti i siluri mancarono i loro obiettivi. Il 10 aprile 1940 affondò i piroscafi tedeschi Friedenau, Wigbert e la motovedetta Rau 6 nel Kattegat.
Successivamente, venne riassegnato al Mar Mediterraneo, con base ad Alessandria. Durante la sua prima pattuglia nel Golfo di Genova, il tenente Watkins, ora comandante del Triton, decise di entrare nel porto di Savona. Trovò una nave di rifornimento all'ancora nel porto, contro la quale sparò un solo siluro e dichiarò un affondamento di 8.000 tonnellate, sebbene esso non potesse essere confermato. Nessun'altra nave era disponibile per il siluro, quindi Watkins fece emergere il Triton. Il sommergibile iniziò a bombardare una grande fabbrica ed un impianto di gas sulla riva, danneggiandoli entrambi prima di partire. Secondo fonti italiane, l'obiettivo del Triton non era una nave mercantile; il sommergibile apparentemente scambiò il camino della stazione di pompaggio per il fumaiolo di una nave mercantile e sparò i siluri contro la riva. La stazione elettrica di Cieli subì lievi danni a causa degli spari.

### L'affondamento
Il 28 novembre 1940, il Triton lasciò Malta per una pattuglia nel Mare Adriatico meridionale. Il 6 dicembre, il mercantile italiano Olimpia venne silurato da un sommergibile inglese nella zona. Il suo messaggio di soccorso venne raccolto dalla Regia Marina, che ipotizzò che l'attacco fosse stato effettuato dal Triton. Il sommergibile non venne mai più sentito e venne dichiarato perduto con tutto l'equipaggio il 18 dicembre. L'Olimpia venne rimorchiato con successo in porto da unità di scorta italiane. La Regia Marina affermò che venne affondato da torpediniere, probabilmente la Confienza, forse dalla Clio, ma la data citata era di diversi giorni dopo la perdita del contatto. Fonti britanniche affermarono che venne affondato da mine navali nel Canale d'Otranto.